# Prabook
Prabook ist ein US-amerikanisches biografisches Nachschlagewerk in englischer Sprache, das als Online-Datenbank frei zugänglich ist. Von Waleryj Zepkala 2018 begründet, wird die Online-Enzyklopädie Prabook von dem New Yorker Unternehmen The World Biographic Encyclopedia, Inc. gepflegt und weiterentwickelt. Im Hintergrund von Prabook steht eine relationale Datenbank, mit der die Außenwelt über SQL kommuniziert.
Ein Prabook-Artikel besteht aus freien Inhalten (schöpferisches Gemeingut) und Bildern (zum Beispiel Fotos).

## Nutzung
Jeder kann Prabook nutzen; also Artikel lesen oder verfassen.

### Artikel lesen
Nach dem Aufruf von Prabook gibt der User den Namen der Person ein, deren Biographie er lesen möchte. Standardmäßig ist die Suche über den gesamten Textkorpus der Datenbank eingestellt. Das ergibt zumeist eine unübersehbare Fülle von Treffern. Wenn also der Name jener gesuchten Person bekannt ist, empfiehlt sich vor dem Suchlauf die Umstellung von Suche im Text auf Suche in der Liste der Dateinamen.
In Prabook hat jeder Artikel dieselbe feste Kapiteleinteilung. Diese wird in der linken Spalte der Artikelausschrift stets angezeigt:
- General (geboren, gestorben, begraben auf, Nationalität, Ethnie, tätig als, Kurzbeschreibung, Familie),
- Education (frühe Jahre, Grund- und Hochschulbesuch),
- Career (Karriereverlauf, Titel, Preise),
- Works (zum Beispiel verfasste Bücher),
- Life Stance (persönliches Bekenntnis (politisch, religiös, philosophisch), Mitgliedschaften),
- Personality (Charaktereigenschaften, Interessen),
- Connections (Familienstand, Beziehungen zu Personen (Familienmitgliedern, Freunden, Kollegen)),
- References (Publikationen zur Person) und
- Album (Abbildungen).

Hinter jedem Kapitelnamen in der oben genannten linken Spalte steht entweder das Symbol Schreibgriffel oder +. Ersteres bedeutet, in dem Kapitel steht bereits Text (der gegebenenfalls editiert werden kann), und letzteres bedeutet, das Kapitel ist nicht vorhanden und könnte, wenn das sinnvoll ist, noch vom User geschrieben werden.
Außerdem lässt Browse Selected Biographies das Surfen durch das alphabetisch sortierte Artikelverzeichnis zu. Und überBiographies by Category sind Artikel aus den Kategorien Activity, Nationality, Ethnicity, Religion und Political party herausgreifbar. Jede Kategorie zerfällt in (wiederum gestaffelte) Unterkategorien. Zum Beispiel wird Religion aufgespalten in ancient Religions, Buddhism, Christianity, Hinduism, Islam, Judaism, modern Religion, national Religion, Paganism, tribal Religions und Zoroastrianism. Schließlich ist die Kategorie Born on this day noch der Erwähnung wert.

### Artikel schreiben
Der User kann einen neuen Artikel schreiben oder auch einen vorhandenen Artikel editieren/erweitern, nachdem er sich bei Prabook erfolgreich angemeldet (login) hat.
Mit Betätigen des Publish-Schalters wird der neue Inhalt nur dann in die Prabook-Datenbank eingetragen, wenn sich der schreibende User an die oben genannte Kapitelstruktur gehalten hat.